# Croton burchellii
Espèce
Croton burchellii est une espèce de plantes à fleurs du genre Croton et de la famille des Euphorbiaceae présente dans le Goiás au Brésil.
Il a pour synonyme :
- Oxydectes burchellii, (Müll.Arg.) Kuntze